# Palmach
Palmach Palmakh sau Palmah (în ebraică פלמ"ח, acronim pentru Plugot Maḥatz (în ebraică פלוגות מחץ), lit. „forțele de șoc” sau de intervenție) a fost o forță militară de elită a Hagana, armata clandestină a Yishuv-ului (comunitatea evreiască din Palestina) în perioada mandatului britanic pentru Palestina. Palmah a fost înființat la 15 mai 1941. În momentul izbucnirii Războiului Arabo-Israelian din 1948-1949 era format din peste 2.000 de bărbați și femei repartizați în trei brigăzi de luptă și unități auxiliare aeriene, navale și de informații. Odată cu crearea Armatei Israelului, cele trei brigăzi Palmach au fost desființate. Acest motiv, precum și alte motive, politice, i-au determinat pe mulți dintre ofițerii superiori ai Palmach să demisioneze din armată în 1950.
În afară de contribuția militară a Palmachului, el a avut o pondere semnificativă în cristalizarea culturii israeliene. Vreme de mulți ani membrii săi au format coloana vertebrală a comandamentului de rang înalt al Forțelor de Apărare ale Israelului  și au îndeplinit roluri proeminente în cultura, literatura și politica israeliană.

## Istoric

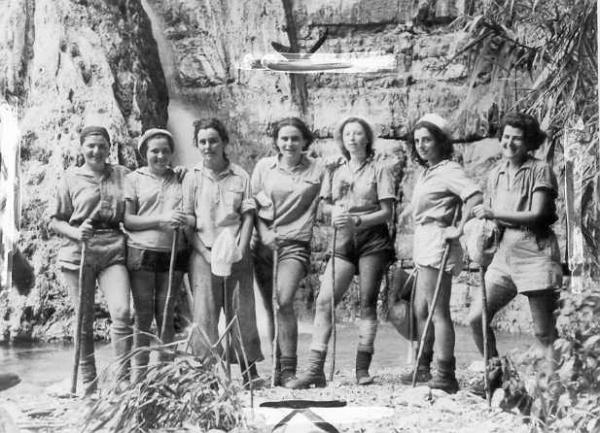
Femei din Palmach la Ein Gedi, 1942

Palmach a fost înființat de Înaltul Comandament al Haganah în 14 mai 1941. Scopul acestei unități a fost apărarea comunităților evreiești din Palestina împotriva a două potențiale amenințări. În primul rând ocuparea Palestinei de către Axă în situația obținerii victoriei asupra trupelor britanice în Africa de Nord. În al doilea rând, dacă Armata Britanică urma să se retragă din Palestina, așezările evreiești urmau să fie atacate de populația arabă. Yitzhak Sadeh a fost numit în postul de comandant al Palmach. Inițial, grupul era format din aproximativ o sută de oameni. În vara anului 1941 autoritățile militare britanice au fost de acord să organizeze operațiuni comune împotriva forțelor franceze ale Regimului de la Vichy în Liban și în Siria. Prima acțiune a fost o misiune de sabotaj a instalațiilor petroliere de la Tripoli, Liban. Douăzeci și trei de membri Palmach și un ofițer de legătură britanic au pornit pe mare, dar nu s-a mai auzit nimic de ei. Pe 8 iunie echipe mixte de membri Palmach și militari australienii au început să desfășoare acțiuni militare în Liban și în Siria. Succesul acestor operațiuni a determinat Înaltul Comandament Britanic să finanțeze o tabără de antrenament pentru sabotaj formată din trei sute de oameni la Mishmar HaEmek. Deoarece Palmach consta din voluntari neplătiți, finanțarea a fost folosită pentru a primi un număr dublu de bărbați. Atunci când britanicii au ordonat desființarea Palmach după victoria Aliaților în cea de-a Doua Bătălie de la El Alamein în 1942, organizația a intrat în clandestinitate.

## În politică și cultură

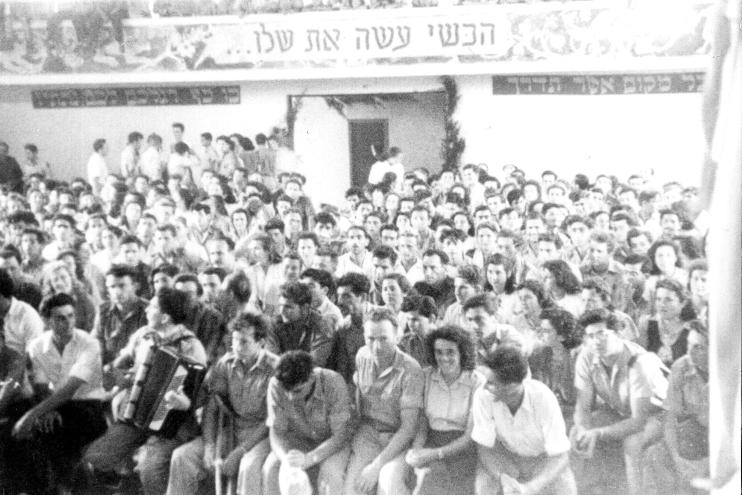
Membrii Batalionului 3 adunați la Safed înainte de dizolvarea Palmach în 1949

Printre personalitățile culturale notabile care au făcut parte din Palmach s-au aflat:
- Yehuda Amichai – poet
- Dan Ben-Amotz – scriitor și ziarist
- Netiva Ben-Yehuda – ziaristă, scriitoare, prezentatoare de emisiuni radiofonice
- Haim Hefer – poet si textier
- Haim Guri – poet și scriitor
- Shaike Ophir – actor de cinema, pantomim și comic
- Moshe Shamir – scriitor și dramaturg ebraic
- Hannah Szenes (Senesh) – poetă si eroină a luptei contra nazismului
- Vidal Sassoon – stilist britanic

## Comandanți notabili ai Palmach
Comandanți de rang înalt
- Eliyahu Golomb – comandant general al Haganah
- Yitzhak Sadeh – primul comandant general al Palmach
- Yigal Allon – al doilea comandant general al Palmach (1945-1948)
- Giora Shanan – general-locotenent și comandant adjunct al Palmach
- David Nameri – general-locotenent și comandant al Palmach
- Yohanan Ratner – ofițer de strategie
- Moshe Bar-Tikva – ofițer instructor
- Yitzhak Rabin – comandant de brigadă; secundul lui Alon la comandă
- Moshe Kelman – comandantul Batalionului 3

Comandanții unităților speciale
- Shimon Avidan – comandant al „Departamentului German”
- Israel Ben-Yehuda – comandant al „Departamentului Arab”
- Igal Alon – comandant al „Departamentului Sirian”

Comandanți de companii (în 1943)
- Igal Alon, Zalman Mars – comandanții Pluga Aleph
- Moshe Dayan, Meir Davidson, Uri Brenner – comandanții Pluga Beth
- Uri Yafe – comandantul Pluga Gimel
- Binyamin Goldstein Tzur – comandantul Pluga Dalet
- Avraham Neghev – comandantul Pluga Hey
- Israel Livertovski, Shimon Avidan – comandanții Pluga Vav
- Yehuda. L. Ben Tzur – comandantul Palyam
- Shmuel Tankus
- Shmuel Yanai – comandantul Palyam
- Rafael Eitan – Batalionul 4, Compania A. 1948

Alții
- Bracha Fuld (1926-1946), comandant de pluton în Palmach
- Arie Gill-Glick (1930-2016), alergător olimpic israelian
- Amitai Etzioni, autorul Jurnalului unui Soldat de Comando (1952)

## Legături externe
- Official Website of the Palmach in English Arhivat în 28 septembrie 2011, la Wayback Machine.
- Official Website of the Palyam in English Arhivat în 1 mai 2008, la Wayback Machine.
- Library of Congress (U.S.) subject tracings